# والتر ليتل (لاعب اتحاد الرغبي)
والتر ليتل (بالإنجليزية: Walter Little)‏ هو لاعب اتحاد الرغبي نيوزيلندي، ولد في 14 أكتوبر 1969 في إقليم وايكاتو في نيوزيلندا.

## وصلات خارجية
- والتر ليتل عل موقع إسبنسكروم (الإنجليزية)